# Thelymitra rubra
Thelymitra rubra, tiếng Anh thường gọi là Salmon Sun Orchid, là một loài phong lan đặc hữu thuộc chi đông nam Australia.